# أنجو (مونتريال)
أنجو حي سكني يقع إدارياً ضمن مونتريال في كندا. وتبلغ مساحته 13.61 كم². يحده إدارياً Rivière-des-Prairies–Pointe-aux-Trembles ‏.

## أعلام
- إيزابيل تشارتراند
- مارتن بروكيو

## وصلات خارجية
- الموقع الرسمي